# ヴィクトール・ルイシキン
ヴィクトール・ルイシキン（ロシア語: Виктор Иванович Рыжкин、ロシア語ラテン翻字: Viktor Ivanovich Ryzhkin、1937年4月26日- )は、旧ソ連のフィギュアスケートアイスダンス選手で旧ソ連ロシアのフィギュアスケートコーチ、振付師。

## 来歴
ルイシキンは6歳でモスクワのピオニール宮殿にてフィギュアスケートを始めた。アイスダンス選手として競技を続け、9歳年下のリュドミラ・パホモワと組みスタニスラス・ジュークの指導の下、1964-1966年までソ連国内選手権3連覇、1966年世界選手権を10位入賞した。しかしパホモワがアレクサンドル・ゴルシコフと恋愛関係になり、このシーズンをもってパホモワとパートナーシップを解消した。その後すぐにイリーナ・グリシュコワと組み、コーチをエレーナ・チャイコフスカヤに変え、1966-1967年のソ連国内選手権を連覇し、1968年ヨーロッパ選手権4位、1968年世界選手権5位となりそのシーズンで引退した。現役選手中の1960年にロシア国立体育・スポーツ・青年・観光大学を卒業してフィギュアスケートコーチの資格を既に得ていた。

## コーチ活動
1972年からはコーチ拠点をSDUSHOR CSKA に移し、コーチ活動を開始する。1972-1981年にはCSKAのヘッドコーチ、1984-1991年にはCSKAの上級コーチを務めた。これらの役職と平行して1981-1984年までブルガリア五輪チームのコーチ、1990-1998年に日本フィギュアスケート連盟の招聘により日本で就労ビザを取得しコーチ活動と大会運営などのコンサルタントも行っていた。当時日本で指導した選手には伊藤みどり、横谷花絵らがいる。また当時松戸DLLに沢山のロシア人選手が居て、直接指導を受けていないが川口悠子もルイシキンと会話はしていた。
またそれらのコーチ活動と並行してフリーランスのスポーツライターとして新聞旧ソ連プラウダにスケート関連の記事を寄稿したり、旧ソ連、ロシアのスポーツジャーナリストとして競技会テレビ解説者やラジオ解説者としてコメンテーターも行っていた。また、旧ソ連の指導者達と共著で一流のトレーニングプログラム指導法、テキストブックを書き、指導法を確立した。現在でも日本のフィギュアスケート雑誌に識者として寄稿したり、大会についてコメントを求められている。

## 指導した選手
- Alla Belyaeva - 現在コーチ
- Svetlana Alexeeva - 現在コーチ 1973年旧ソ連国内選手権アイスダンス3位
- アレクセイ・ティホノフ - 2000年世界選手権ペア優勝 ルイシキンが就労ビザで日本滞在中(1990-1998)に千葉の新松戸DLLで川崎由紀子と共に指導していた。
- 伊藤みどり 一時期
- 横谷花絵 1994-1995シーズン

## 称号
- 旧ソ連名誉コーチ
- ロシア名誉コーチ
- 最終学歴　ロシア国立体育・スポーツ・青年・観光大学卒(1960年)

## 主な戦績
パートナーはリュドミラ・パホモワ　
| 大会/年        | 1963-1964 | 1964-1965 | 1965-1966 |
| -------------- | --------- | --------- | --------- |
| 世界選手権     |           |           | 10        |
| 欧州選手権     |           |           | 7         |
| ソビエト選手権 | 1         | 1         | 1         |

パートナーはイリーナ・グリシュコワ
| 大会/年        | 1966–1967 | 1967–1968 |
| -------------- | --------- | --------- |
| 世界選手権     | 7         | 5         |
| 欧州選手権     | 8         | 4         |
| モスクワ国際   | 1         | 1         |
| ソビエト選手権 | 1         | 1         |

## 脚註
1. ↑  Пахомова заразила Горшкова фанатизмомhttps://web.archive.org/
2. ↑  ロシアスケート連盟会長・コーチ・選手等を招聘し、エキジビション・講習会・合同トレーニングなど開催した都築章一郎HP
3. ↑  2013年8月5日「朝日新聞」（夕刊）ソ連のコーチに、日本で直接指導させたい
4. ↑  「モスクヴィン＆モスクヴィナ夫妻」17章４ペアスケーターの川口悠子選手とアレクサンドル・スミルノフ選手を応援する公認ブログ
5. ↑  ワールド・フィギュアスケート　７2002年4月